# Abd al-Ghani al-Nabulsi
Sheij 'Abd al-Ghani ibn Ismael al-Nabulsi (an-Nabalusi) (19 de marzo de 1641 - 5 de marzo de 1731), fue un erudito musulmán sunita y sufí. 

## Biografía
Nació en Damasco en 1641 en una erudita familia islámica. Su padre, Isma'il Abd al-Ghani, fue jurista en la escuela Hanafi del islam sunita y contribuyó a la literatura árabe. La familia era damascena, pero provenía originalmente de Naplusa y Jerusalén.
Antes de los 20 años ya enseñaba y daba opiniones legales formales (fatwa). Se unió a las órdenes místicas Qadiriyya y Naqshbandi, y pasó siete años aislado en su casa estudiando a los místicos en su expresión de experiencias divinas. Enseñó en la mezquita de los Omeyas en Damasco y en la Madraza de Salihiyya, y se hizo famoso en toda la región como un erudito islámico consumado. Viajó mucho, visitando Estambul (1664), Líbano (1688), Jerusalén (1689), Palestina (1689), Egipto (1693), Arabia (1693) y Trípoli (1700). 
Murió y fue enterrado en Damasco en 1731 a los 90 años de edad. 

## Obras

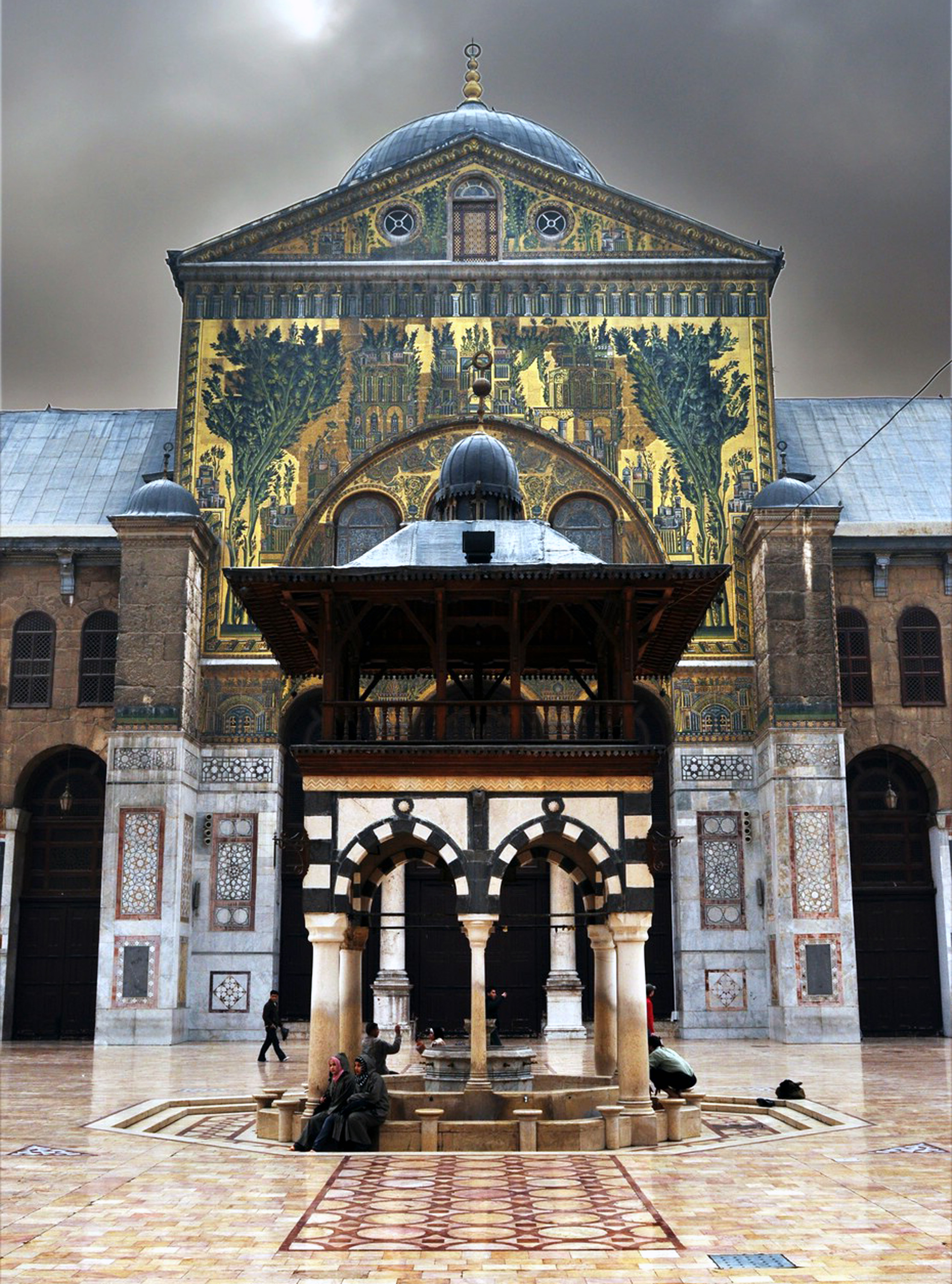
Mezquita de los Omeyas, Damasco, donde Nabulsi enseñó regularmente desde 1661.

Dejó más de 200 obras escritas. Sus puntos de vista sobre la tolerancia religiosa hacia otras religiones se desarrollaron bajo la inspiración de las obras del maestro sufí del siglo XIII, Ibn Arabi. Hizo dos visitas a Palestina, en 1690 y 1693-4, visitando sitios cristianos y judíos, así como santuarios musulmanes sagrados, y disfrutó de la hospitalidad de los monjes cristianos locales. Los temas sobre los que escribió incluyen el sufismo, Rihla, la agricultura y la poesía. También escribió trabajos etnográficos basados en sus viajes a Trípoli, Egipto, Jerusalén, Líbano y otras áreas de Medio Oriente.
- Idâh al-Maqsud min wahdat al-wujud ("Aclarando lo que significa la unidad del ser")
- Sharh Diwan Ibn Farid (Comentario sobre la poesía de Ibn al-Farid)
- Jam'u al-Asrâr fi man'a al-Ashrâr 'an at-Ta'n fi as-Sufiyah al-Akhyar (Colección de los secretos para evitar que los males castiguen a los piadosos sufíes)
- Shifa 'al-Sadr fî Fada'il Laylat al-Nisf Min Sha'bân wa Layllat al-Qadr (Curando el corazón en las virtudes de la noche de Nisfu Sha'ban y La noche de Qadr)
- Nafahat al-Azhar 'Ala Nasamat al-Ashar, una badī'iyya en alabanza al Profeta, 'sin duda' inspirada en al-Fatḥ al-mubīn fī madḥ al-amīn de 'A'isha al-Ba'uniyya (Inspiración clara, en alabanza del confiable); ambos escritores acompañaron a sus respectivas badī‘iyyas con un comentario.[7]
- al-Sulh bayn al-ikhwan fi hukm ibahat al-dukhan, un influyente tratado legal que aboga por la legalidad de fumar tabaco ; ed. Ahmad Muhammad Dahman (Damasco, 1924).
- Ta'tir al-anam fi tafsir al-ahlam, ed. Taha 'Abd al-Ra'uf Sa'd, 2 volúmenes. (Damasco, n.d.)
- al-Haqiqa wa al-majaz fi al-rihla ila bilad al-sham wa misr wa al-hijaz, editado por Ahmad 'Abd al-Majid al-Haridi (El Cairo, 1986) es el rihla más largo. Esta rihla también lleva el título al-Rihla al-kubra y cubre más de 500 folios en minúsculas. El viaje comenzó en Muharram 1005/septiembre de 1693 y terminó con el Hajj 388 días después.
- al-Hadra al-Unsiyya fî al-Rihla al-Qudsiyya, también llamada al-Rihla al-wustd, se centra en el viaje de al-Nablusi a Palestina, específicamente a Jerusalén y Hebrón.
- Nihayat al-murad fi sharh hadiyyat Ibn al-'Imad, un tratado sobre los ritos de oración; ed. ‘'Abd al-Razzaq al-Halabi (Limmasol, 1994).
- al-Hadiqa al-nadiyya: Sharh al-tariqa al-muhammadiyya, 2 volúmenes. (Lailbur, 1977).
- Hillat al-dhahab al-ibriz fi rihlat Ba'albak wa-al-Biqa 'al-'aziz, a menudo conocido como al-Rihla al-Sughrd, fue el primero de los rihla de al-Nabulsi. Describe un viaje de 15 días al Líbano en AH 1100 (1698/1699)/ AD 1688.[8]
- al-Tuhfa al-Nabulusiyya ft 1-rihla al-Tarabulusiyya fue su segunda rihla, describiendo un viaje de 40 días a través de Líbano a Trípoli.
- Kitab 'ilm al-malahah fi' ilm al-falahah.[6]
- Libro de los sueños Kitab al Manam.[9][10][11]